# 鈴木の滝
鈴木の滝（すすぅぎのたき）は、岡山県高梁市備中町西山にある滝。高梁川の支流である成羽川への一次支川、橋ヶ川（はしががわ）にかかる滝である。

## 概要
高梁川の支流である成羽川の上流の支流、橋ヶ川にある。落差は全体で約50mで4段。高梁川水系では規模、水量ともに最大の滝である。
元々は滝の高さと水量が豊富なことで古くから山伏や修験者をはじめとする人たちの修行の滝「禊ぎ（みそぎ）の滝」として知られていてそのように呼ばれていたが「禊ぎ（みそぎ）」が体や心を漱ぐ（すすぐ）の「漱ぎ（すすぎ）」に変化し、更に人の名前の「鈴木（すずき）」に変化したという言い伝えがある。
遊歩道と呼ばれるような整備された道はほとんどなく、風倒木が多くあり、細くて起伏の激しい危険を伴う山道を歩いて約15分程を要する。

## 周辺の施設
- 駐車場（乗用車数台分）

## 交通アクセス
- 岡山自動車道賀陽ICから約1時間[3][4]。